# Brandon University

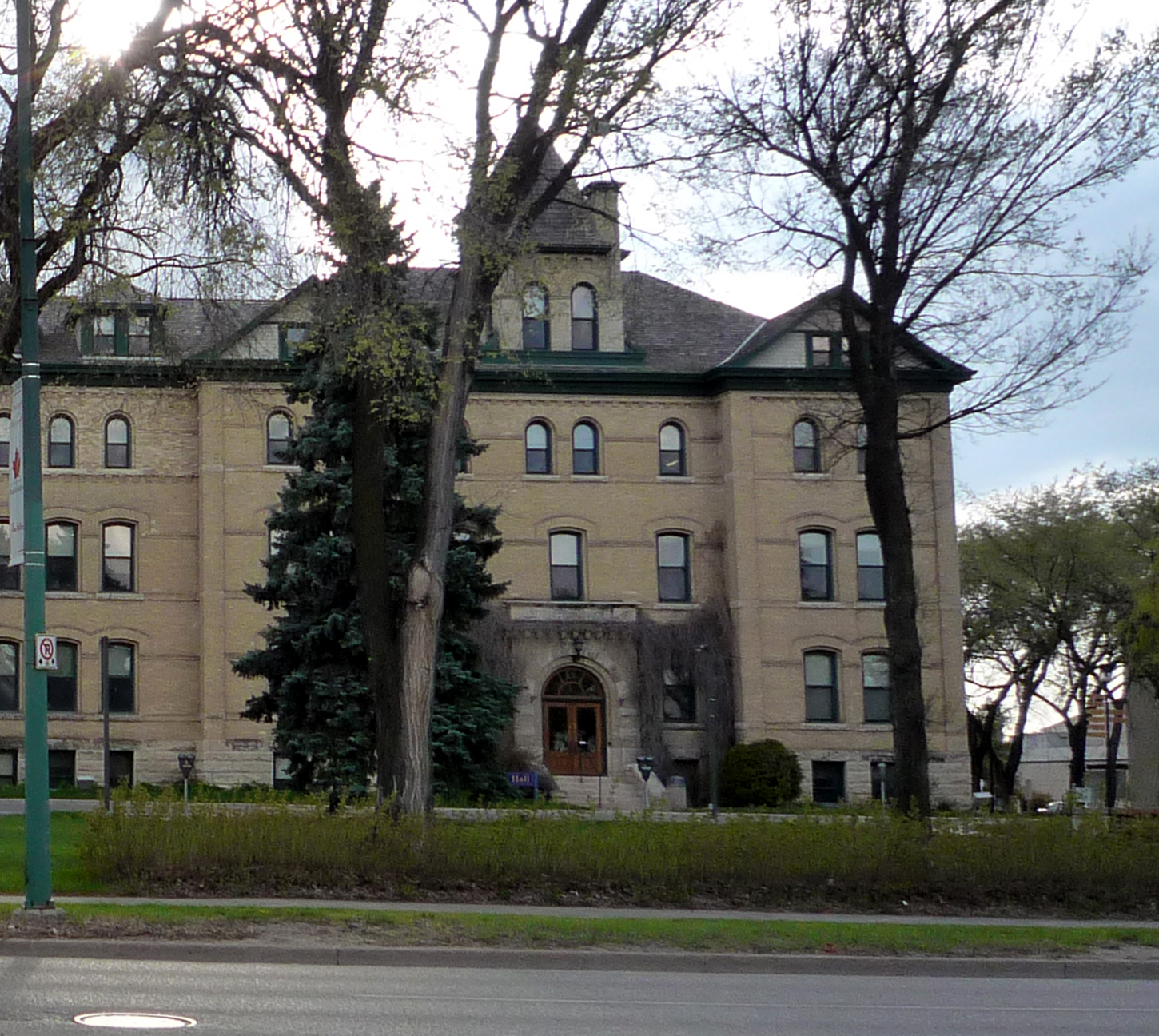
Brandon University: Clark Hall

Die Brandon University (Abkürzung BU) ist eine staatliche Universität in Brandon, Manitoba, Kanada.
Die Hochschule wurde 1899 durch Missionare der Baptisten als Brandon College und Ableger der McMaster University gegründet. 1967 erfolgte die Anerkennung als Universität Brandon University. Die Hochschule bildet über 3600 Studenten aus.

## Persönlichkeiten

### Dozenten
- Henrietta Hancock Britton – von 1906 bis 1911 Direktorin für Kunst

### Absolventen
- Brian Pallister, kanadischer Politiker
- H. Clare Pentland, Historiker an der University of Manitoba
- Neil Robertson, Mathematiker, bekannt für den Satz von Robertson-Seymour